# Коптевские Выселки
Ко́птевские Вы́селки — бывшая подмосковная деревня, вошедшая в состав Москвы. Входила в состав Всехсвятской волости Московского уезда Московской губернии. Располагалась у пересечения Волоколамского шоссе и Окружной железной дороги. В настоящее время территория деревни является частью московского района Сокол.

## История
Коптевские Выселки были образованы в первой половине XIX века, когда Дворцовое ведомство поселило несколько семей из сельца Коптево на свободной земле у просёлочной дороги, ведущей из села Всехсвятского к Покровскому-Стрешневу. В 1852 году в деревне было 13 дворов, проживало 116 человек (54 мужчины и 62 женщины). Коптевские Выселки располагались в 6 верстах от Тверской заставы и в 1 версте от села Всехсвятского. Деревня входила в приход храма Всех Святых во Всехсвятском. До 1861 года Коптевские Выселки входили в состав дворцовой конюшенной Хорошёвской волости, а после крестьянской реформы деревня оказалась в составе Всехсвятской волости 3-го стана Московского уезда.
В 1859 году в Коптевских Выселках проживало 73 человека (36 мужчин и 37 женщин), в 1869 году в деревне было 102 жителя (41 мужчина и 61 женщина). В 1898 году в деревне проживало 20 крестьянских и 6 посторонних семей, было 43 избы и 90 «холостых» построек. По данным 1899 года в Коптевских Выселках проживало 123 человека.
Коптевские Выселки вскоре стали дачным местом. Там предпочитали селиться семьи офицеров, служивших в военных лагерях на Ходынском поле. Развитию деревни способствовала прокладка рядом Волоколамского шоссе. Жители села получали доход от частного извоза и мелкой торговли. В конце XIX века рядом с деревней прошла линия Виндавской железной дороги, в результате чего была отчуждена часть крестьянских земель. Некоторые жители деревни стали железнодорожными рабочими. В начале XX века в связи со строительством Окружной железной дороги и соединительной ветки с Виндавской дорогой деревня лишилась ещё нескольких участков.
В 1917 году Коптевские Выселки вошли в состав Москвы. В середине 1930-х годов в деревне была построена начальная школа на 500 человек. В 1950—1960-х годах деревенские постройки были снесены, а территория была застроена многоэтажными жилыми домами.

## Улицы
В деревне было несколько улиц: Большой Коптевский (Новокоптевский) проезд и 1-й — 6-й Коптевские (Новокоптевские) переулки. Деревня Коптевские Выселки носила также название Новое Коптево, что сказалось на именовании её улиц. До нашего времени сохранился Большой Новокоптевский проезд. В 1967 году он получил название Факультетский переулок из-за того, что там располагались общежития МАИ.
В Москве существовала также улица Коптевские Выселки, однако находилась она вдалеке от деревни — между Соболевским проездом и Большой Академической улицей.